# PrintoLUX-Verfahren
Das PrintoLUX-Verfahren ist ein Verfahren zur Herstellung von Mediumskennzeichnungen, die bei der industriellen Kennzeichnung Einsatz finden.

## Entstehungsgeschichte
Nach dem im Jahr 2008 patentierten und seither verfügbaren Verfahren ist das Unternehmen PrintoLUX benannt, von dem das Verfahren entwickelt und eingeführt wurde. Mit dem Verfahren lassen sich Metalle, Kunststoffe und Folien in industrietauglicher Beständigkeit digital bedrucken.

## Komponenten
Wesentliche Verfahrens-Komponenten sind: ausgewählte und zertifizierte Schildermaterialien, spezielle Drucksysteme, eine Standard-Etikettensoftware für alle herzustellenden Kennzeichnungen, hochpigmentierte wasserbasierte Spezial-Tinten, Vorbehandlungsprodukte sowie Wärmeeinheiten zur Thermohärtung.

## Arbeitsschritte
Die drei Arbeitsschritte, die bei der Anwendung des PrintoLUX-Verfahren zu absolvieren sind, bestehen aus:
1. dem Vorbehandeln des PrintoLUX-zertifizierten Materials,
2. dem Drucken
3. und dem Thermohärten in einer zum Verfahren gehörenden Wärmeeinheit.

Beim thermischen Aushärtungsvorgang dringt die Tinte in das bedruckte Material ein. Es entsteht eine chemische Verbindung (Kohäsion) zwischen Tinte und Schildmaterial, was im Gegensatz zur Adhäsion als physikalischem oberflächlichen Auftrag zu einer hohen Beständigkeit führt. Nach dem Aushärten sind die Kennzeichen einsatzfähig. Das Verfahren arbeitet mit zertifizierten Schildmaterialien, um hinsichtlich Beständigkeit und Darstellungsqualität Ergebnisoptimierungen zu ermöglichen. Die maximale Druckfläche der dazu angebotenen Drucksysteme beträgt 320 mm × 540 mm. Auf dem Weg der Druckdienstleistung lassen sich auch Formate bis zu 1400 mm × 1600 mm realisieren. Beim Druckvorgang kommen zur Erhöhung der Effizienz Nutzenbogen zum Einsatz, auf denen mehrere Kennzeichen platziert sind.

## Anwendung
Bei der Anwendung des Verfahrens sind keine Schutzvorrichtungen nötig. Neben den wasserbasierten Tinten sind auch alle anderen eingesetzten Komponenten hinsichtlich Gesundheit und Umwelt unbedenklich. Da das Verfahren ohne Lärmemissionen arbeitet, ist auch ein Einsatz im Büroumfeld möglich.

## Anwender
Anwenderbranchen des PrintoLUX-Verfahrens sind vor allem Anlagen- und Maschinenbau, Automotive und Automobilproduktion, sowie chemische und pharmazeutische Industrie.